# ミゲル・アルフォンソ・エレーロ
ミチェル (Míchel) ことミゲル・アルフォンソ・エレーロ（Miguel Alfonso Herrero、1988年7月29日 - ）は、スペイン・バレンシア州バレンシア県ブルハソット出身のサッカー選手。セグンダ・フェデラシオン・UDアルジーラ所属。ポジションはミッドフィールダー。

## 来歴

### クラブ
テルセーラ・ディビシオン（4部相当）に属する地元のブルハソットCFでプレーしていたが、2007年にバレンシアCFの下部組織に加入し、バレンシアCF・メスタージャ（Bチーム）でプレー。2008-09シーズンのコパ・デル・レイ、クルブ・ポルトゥガレーテ戦でトップチームデビューし、この試合で初得点も挙げた。トップチームのルベン・バラハ、エドゥ、マヌエル・フェルナンデスらが相次いで負傷すると、ウナイ・エメリ監督によってリーグ戦で初めてトップチームに招集され、2008年12月6日のFCバルセロナ戦(0-4)でデビューして20分間プレーした。2009年3月3日のCDヌマンシア戦(1-2)で初めて先発出場し、リーグ戦では18試合連続で招集された。2010年6月初旬にはエメリ監督によって余剰戦力とみなされ、2009-10シーズンにはリーグ戦で28分間の出場に留まった。2010年夏にはデポルティーボ・ラ・コルーニャにレンタル移籍したが、2010-11シーズンは負傷でシーズンの大半を棒に振り、チームは20年ぶりのセグンダ・ディビシオン（2部）降格となった。2011-12シーズンはセグンダ・ディビシオン（2部）のエルクレスCFにレンタル移籍し、38試合に出場して13得点した。2012年夏、同じバレンシア市内に本拠地を置くレバンテUDに完全移籍した。
レバンテでの活躍が認められ、2013年夏、バレンシアに復帰した。
2014年7月23日、出場機会を求めヘタフェCFにレンタル移籍した。
2014年12月18日、コスミン・コントラが監督に就任した広州富力足球倶楽部への移籍が発表された。
2021年7月18日、フリーでCDテネリフェに移籍し、2年契約を交わした。